# Stanley Žele
Stanley Žele (tudi Stanley Zele), slovenski raziskovalec izseljenstva in ilustrator, * 10. november 1895, Radohova vas, Pivka, † 23. september 1966, Berwyn, Illinois, ZDA.

## Življenje in delo
Ljudsko šolo je obiskoval na Pivki. Leta 1913 se je na vabilo brata odpravil v ZDA. Sprva je živel na farmi v zahodni Pensilvaniji (Gray's Landing), nato se je šolal na Wilsonovi šoli v Clevelandu, nato študiral risanje na Tehniški visoki šoli v Chicagu (Harrison Technical High School), od 1919 pa na umetnostnem kolidžu v Dobuqueu v Iowi (Dubuque Colledgeu). Tu je bil član krožka, ki ga je vodil Janko Rogelj. Ko se je vrnil v Chicago, je študiral na Umetnostni akademiji v Chicagu. Od 1923 do smrti je bil zaposlen v tajništvu osrednjega urada zavarovalne družbe SNPJ v Chicagu. Žele je bil med prvimi, ki je raziskoval starejše slovensko izseljenstvo v ZDA, zlasti misijonarstvo. Sistematično je iskal vire za zgodovino slovenskega izseljenstva v ameriških arhivih in knjižnicah. Opozoril je na dotlej malo znane ali sploh neznane zgodnje slovenske izseljence, ki so se vpisali v ameriško zgodovino. Čeprav ponovno prihaja do nepreverjenih sklepov, ki se pri kritični presoji izkažejo kot netočni (npr. da je Smolnikar po 1848 obiskal Evropo in se srečal z Marxom), je vendarle tehtno prispeval k proučevanju slovenskega izseljenstva v ZDA ter odpiral možnosti za nadaljnje raziskave. Na podlagi izvirnih dokumentov je o tem pisal v slovenskih listih Prosveta in Ameriški družinski koledar. Za glasila SNPJ je narisal vrsto ilustracij.